# Habil Aliyev
Habil Mustafa oglu Aliyev (en azerí: Habil Mustafa oğlu Əliyev; Agdash, 28 de mayo de 1927-Bakú, 8 de septiembre de 2015) fue un intérprete de kamanché de Azerbaiyán,  que obtuvo en 1978 la distinción de Artista del Pueblo de la República Socialista Soviética de Azerbaiyán.

## Biografía
Habil Aliyev nació el 28 de mayo de 1927 en el raión de Agdash.
En 1952 ingresó en el Colegio de Música de Bakú. Desde 1953 empezó a interpretar en la Filarmónica Estatal de Azerbaiyán. La primera gira extranjera de Habil Aliyev tuvo lugar en Reino Unido, donde acompañó a Rashid Behbudov y Tamara Sinyavskaya. En los años siguientes realizó una gira por Túnez, Suiza, Holanda, Siria, Estados Unidos, Turquía, Alemania, India, Francia, Irán, Pakistán, Japón, Grecia, Italia, donde interpretó mugam y canciones populares de Azerbaiyán en kamanché. En Estados Unidos, Francia, Japón, Grecia e Italia, se han publicado los álbumes del autor de Habil Aliyev.
Habil Aliyev falleció el 8 de septiembre de 2015 en Bakú y fue enterrado en el Callejón de Honor.

## Premios y títulos
- 1964 - Artista de Honor de la RSS de Azerbaiyán
- 1978 - Artista del Pueblo de la RSS de Azerbaiyán[3]
- 1997 – Orden Shohrat
- 2007 – Orden Istiglal